# Wisneybi Machadová
Wisneybi Euximar Machadová Britová (* 22. října 1993) je venezuelská zápasnice – judistka.

## Sportovní kariéra
S judem začínala v útlém dětství v rodné Naguanaguaze po vzoru své matky Edith, bývalé venezuelské reprezentantky a známé jihoamerické rozhodčí. Vrcholově se připravuje ve sportovním komplexu „Simóna Bolívara” pod vedením Carlose Castilla a Kubánce Rafaela Abreua. Ve venezuelské ženské reprezentaci se prosadila ve svých 17 letech v pololehké váze do 52 kg, ale dlouhodobě nebyla schopná do této váhy shazovat. Od roku 2011 startovala střídavě v lehké a polostřední váze do 63 kg. V roce 2015 přerušila sportovní kariéru z důvodu narození potomka. K vrcholovému sportu se vrátila v roce 2018. Startuje v lehké váze do 57 kg.

## Výsledky
| Olympijské hry          |     |     |   | — |     |     |   | — |   |     |  |  |  |  |  |  |  |  |  |  |  |  |  |  |  |
| Mistrovství světa       | —   | —   | — |   | úč. | úč. | — |   | — | úč. |  |  |  |  |  |  |  |  |  |  |  |  |  |  |  |
| Panamerické hry         |     |     | — |   |     |     | — |   |   |     |  |  |  |  |  |  |  |  |  |  |  |  |  |  |  |
| Panamerické mistrovství | —   | 3.  | — | — | 5.  | 5.  | — | — | — | 5.  |  |  |  |  |  |  |  |  |  |  |  |  |  |  |  |
| Jihoamerické hry        |     | 2.  |   |   |     | —   |   |   |   | 2.  |  |  |  |  |  |  |  |  |  |  |  |  |  |  |  |
| Středoamerické a k. hry |     | úč. |   |   |     | 5.  |   |   |   | 3.  |  |  |  |  |  |  |  |  |  |  |  |  |  |  |  |
| Bolívarské hry          | —   |     |   |   | 1.  |     |   |   | — |     |  |  |  |  |  |  |  |  |  |  |  |  |  |  |  |
| MS juniorů              | —   | —   | — |   | úč. |     |   |   |   |     |  |  |  |  |  |  |  |  |  |  |  |  |  |  |  |
| MS dorostenců           | úč. |     |   |   |     |     |   |   |   |     |  |  |  |  |  |  |  |  |  |  |  |  |  |  |  |